# 昂比特里克斯
昂比特里克斯（法語：Ambutrix，法語發音：[ɑ̃bytʁiks] ⓘ）是法国东部安省的一个市镇，属于贝莱区。

## 地理
昂比特里克斯（45°56'21"N, 5°20'17"E）面积5.22 平方千米，位于法国奥弗涅-罗讷-阿尔卑斯大区安省，该省份为法国东部省份，北起汝拉省，西北接索恩-卢瓦尔省，西接罗讷省和里昂大都会，南至伊泽尔省，东与萨瓦省、上萨瓦省和瑞士接壤。
与昂比特里克斯接壤的市镇（或旧市镇、城区）包括：贝唐、莱芒、比热地区圣但尼、比热地区沃。
昂比特里克斯的时区为UTC+01:00、UTC+02:00（夏令时）。

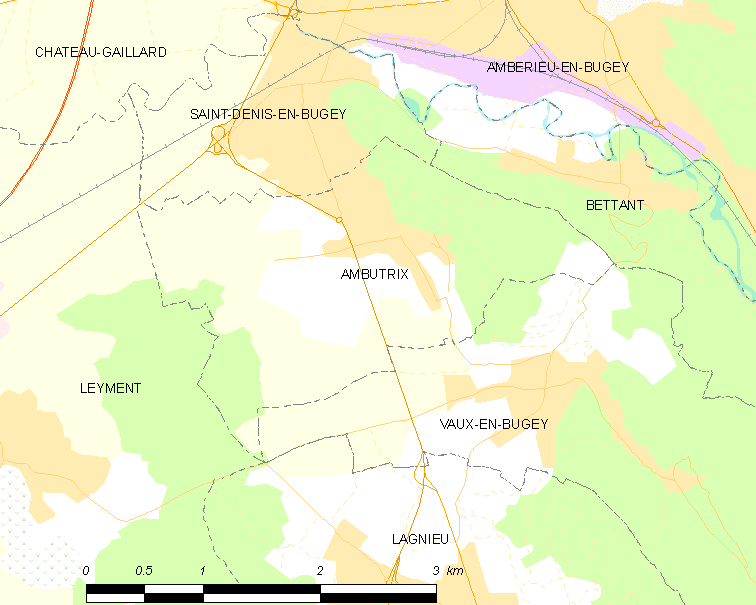
昂比特里克斯的OSM定位图

## 行政
昂比特里克斯的邮政编码为01500，INSEE市镇编码为01008。

## 政治
昂比特里克斯所属的省级选区为昂贝略昂比热县。

## 人口

1962-2008年间昂比特里克斯人口变化图示

昂比特里克斯于2022年1月1日时的人口数量为764人。